# NGC 5679
مجرة NGC 5679 في الفهرس العام الجديد، هي مجرة، تقع في كوكبة العذراء. اُكتشفت المجرة في 12 مايو 1793 و تبعد عن الأرض بحوالي 400 مليون سنة سنة ضوئية. و التي تمتد لحوالي 200.000 سنة ضوئية
و هي عبارة عن ثلاث مجرات المعروفة بأسم Arp 274 في أطلس المجرات الغريبة الذي جمعه هالتون آرب في عام 1966 ما بين Arp 264 حتى Arp 274 و أتضح في كتالوجه عن أن المجرات الذي قام بجمعها هي عبارة عن مجرات يبدو كأن هناك أذرع متصلة تربطه.
تم تصويره لأول مرة بصورة واضحة في عام 2009 بواسطة تلسكوب هابل بين مزيج من اللون الأزرق الواضح
و الأشعة تحت الحمراء و في هذه الصورة تظهر الثلاث مجرات و في الحقيقة هذه المجرات تعتبر ضمن مجرات إنفجار نجمي مما يعني أن هناك حالياً قدراً كبيراً من تشكل النجوم في المجرات و يمكن رؤية الغبار كوني
بين مناطق تكوّن النجوم، و يمكن رؤية نجمين لامعين فوق المجرة على الجانب الأيمن من الصورة هاذا النجمين في الواقع هما ضمن نجوم مجرتنا درب التبانة
و تعطي قياسات الأنزياح الأحمر للمجرات الثلاث قيم السرعة الشعاعية ، من اليسار إلى اليمين: 7483 ، 8654 ، و 7618 كم / الثانية . و الأنزياح الأحمر المرتفع نسبياً للمجرة المركزية يدل على أن المجرة المركزية أبعد بكثير بحوالي 65 مليون سنة ضوئية (50 فرسخ فلكي) خلف المجرتين الأخريتين.

وبالتي ، فإن المجرة المركزية هي على الأرجح أبعد من المجرتين الظاهرين في الصورة. إذ كان يُعتقد سابقاً إن المجرة NGC 5679 كانت تلتحم مع المجرتين بفعل الجاذبية القوية ولكن يبدو أن صورة هابل الأحدث تؤكد الشكوك بأن المجرة المركزية لا تتفاعل ، لأن أذرع المجرة ليست مشوهة مثل المجرات المجرات المتفاعلة النموذجية.

## روابط خارجية
- NGC 5679 على موقع ويكي سكاي: DSS2, SDSS, GALEX, IRAS, Hydrogen α, X-Ray, Astrophoto, Sky Map, Articles and images